# Kristianstad
För andra betydelser, se Kristianstad (olika betydelser).
Kristianstad (IPA: /krɪ'ɧansta/) är en tätort som är centralort i Kristianstads kommun i Skåne län. Kristianstad är Skånes fjärde största tätort, med 41 300 invånare (2019) av kommunens 86 652 invånare (2021).
Kristianstad var tidigare residensstad i Kristianstads län, som uppgick i Skåne län 1996.
Delar av Kristianstad ligger under havsnivån med våtmarksområden och skyddas mot översvämning av vallar och vattenpumpar. Sveriges lägsta punkt, 2,41 meter under havsytan, finns i Kristianstad. Kristianstad omges av den vidsträckta Kristianstadsslätten. I norr och nordost finns några kullar från vilka man kan se staden, som Balsberget och Fjälkinge backe.

## Historia

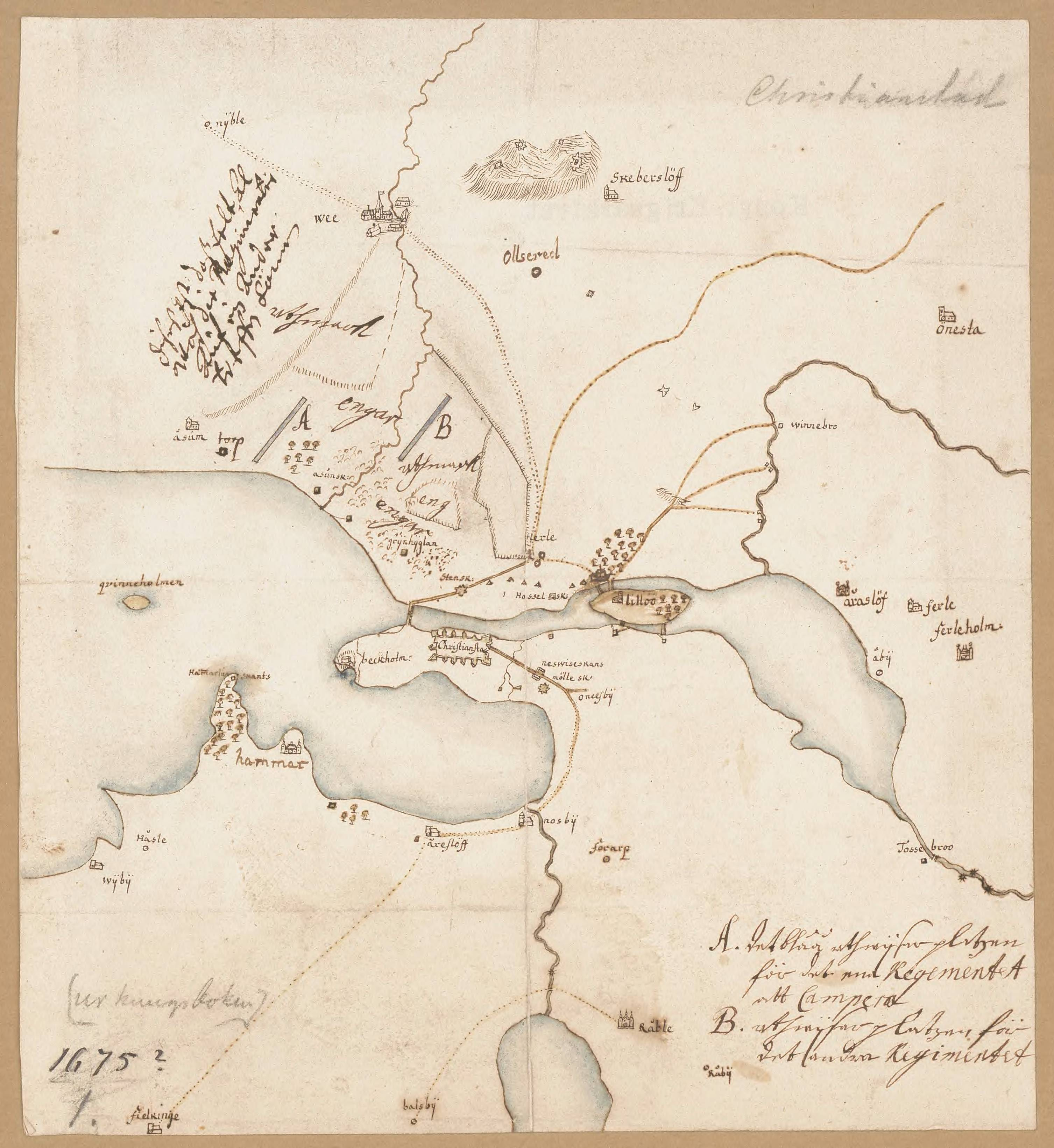
Karta över Kristianstad, 1675

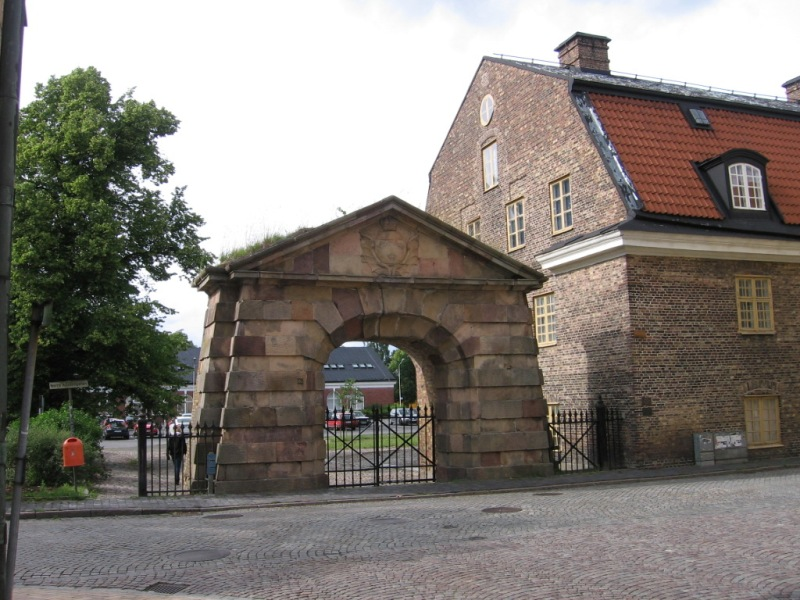
Norreport, ritad av Carl Hårleman. Till höger syns Norra kasern.

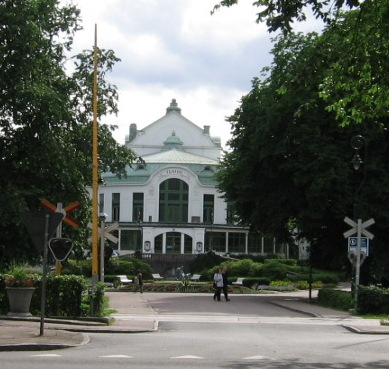
Teatern från 1906 i Tivoliparken, ritad av Axel Anderberg.

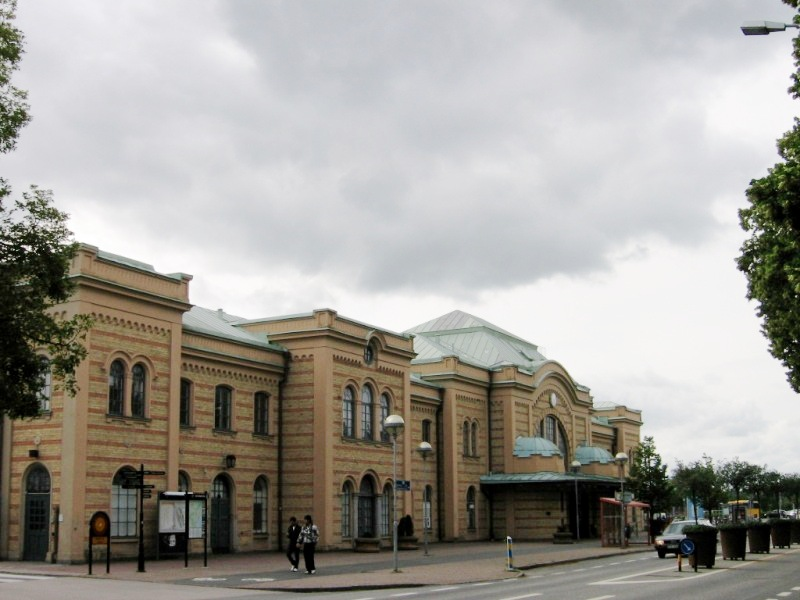
Kristianstads centralstation.

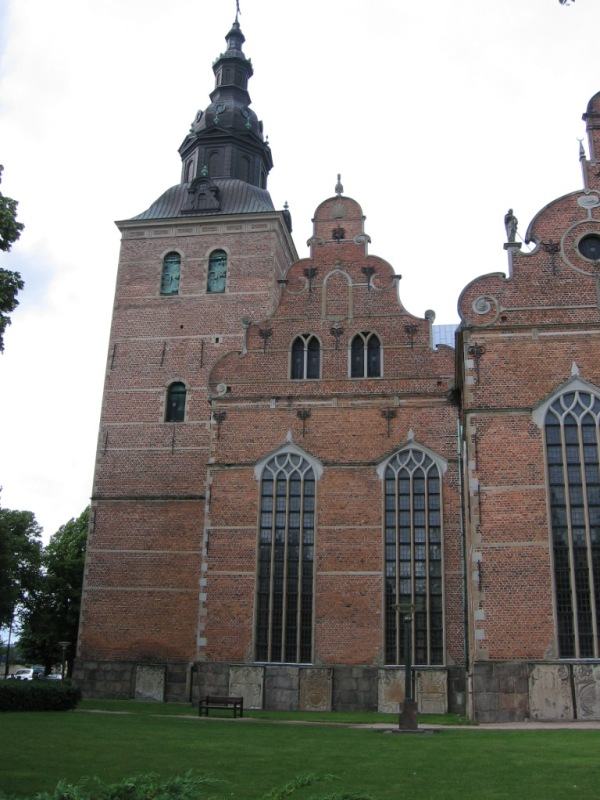
Heliga Trefaldighetskyrkan.

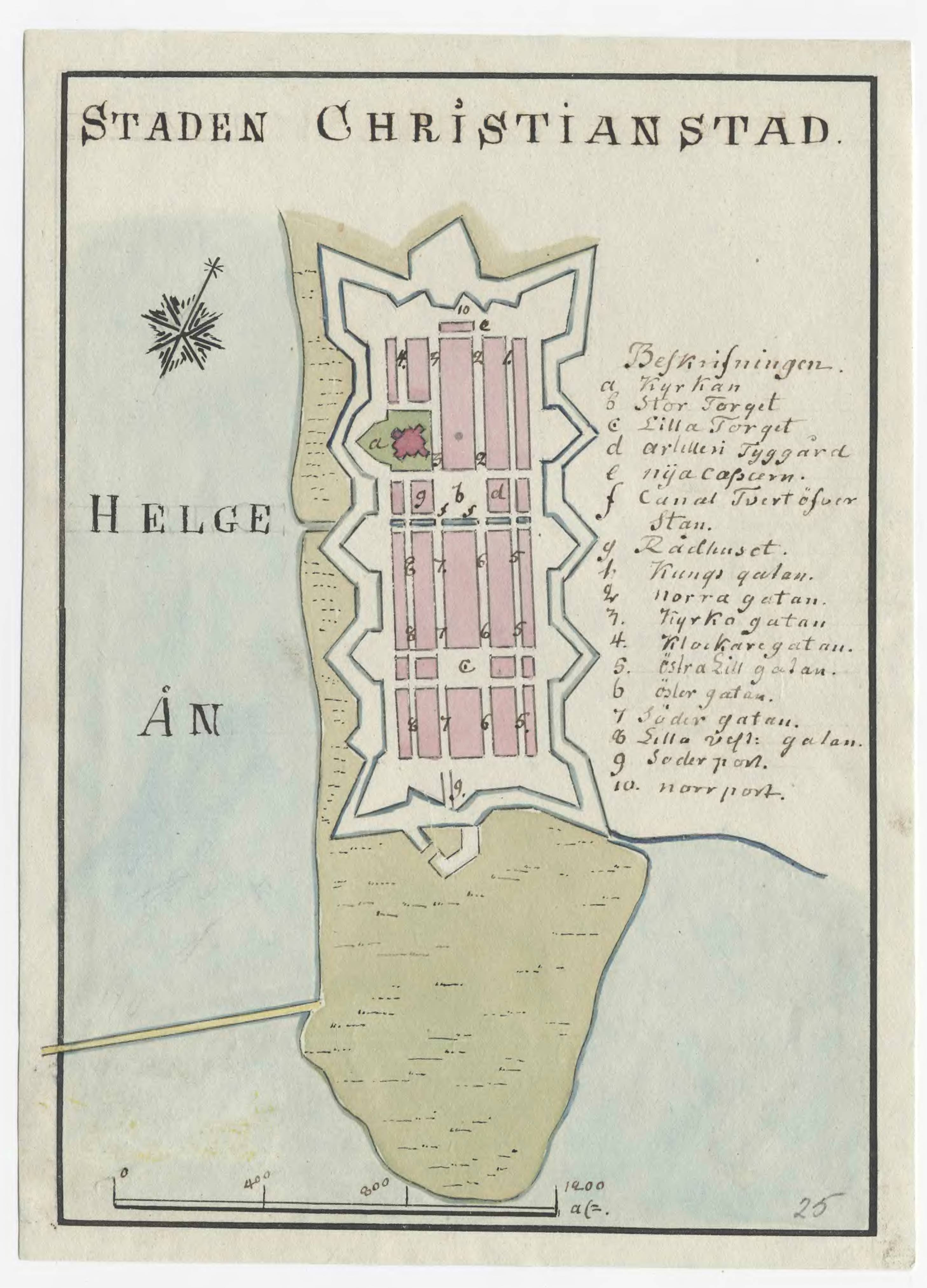
Karta över Kristianstad från 1790-talet

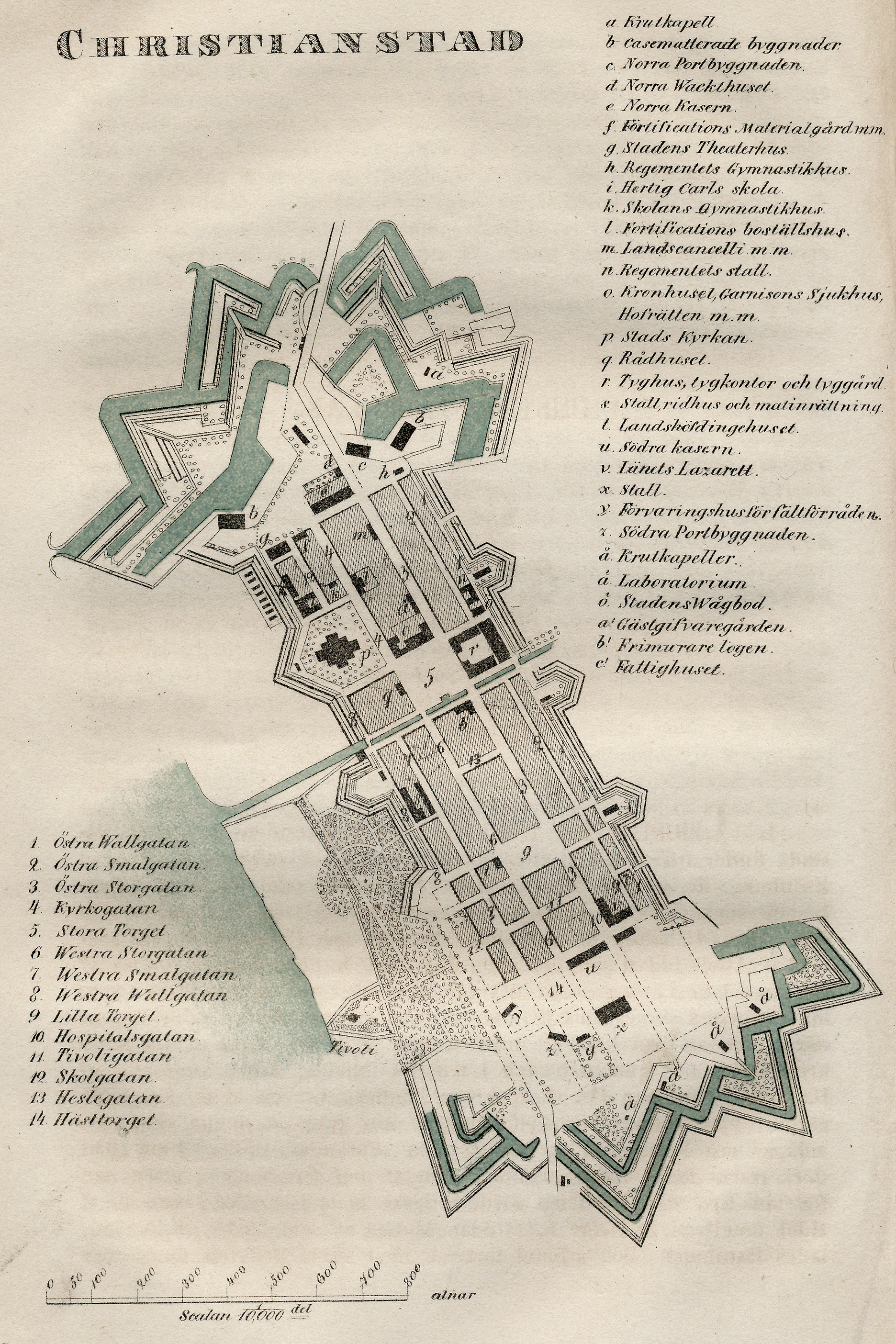
Kristianstad på 1850-talet.

Staden Kristianstad grundades efter Kalmarkriget 1614 av den danske kungen Kristian IV, efter det att den närbelägna staden Vä bränts.
Anläggningsbrevet utfärdades 1614, men själva stadsprivilegierna först 1622, då staden även fick stapelstadsrätt. För att gynna Kristianstad upphörde både Vä och Åhus att vara städer vid Kristianstads grundande. Staden anlades redan från början som en fästning, med vallar, vallgravar och bastioner. Detta för att skydda den mot svenskarna, som härjade i området. Kristianstads befästa stad hade ett stort inslag av militärer i sin befolkning. Omkring 1650 hade staden cirka 1000 invånare. 
Kristianstad blev inte dansk fästningsstad särskilt länge, då Skåne blev svenskt vid freden i Roskilde 1658, tillsammans med Kristianstad. Staden var således endast under den danska kronan under cirka 40 år. Danskarna återkom dock under det Skånska kriget 1675-1679 under två års tid och även 1710 men då endast för en månads tid.
År 1719 blev Kristianstad residensstad för landshövdingarna i det nybildade Kristianstads län. Stadens läge försvårade handeln då staden omgavs av våtmarker med enda infarten från norr över Näsby och i söder via Helgeån med fartyg, men frihetstiden gav ett visst ekonomiskt uppsving. På 1770-talet hade folkmängden stigit till cirka 3000.
Kristianstad blev regionalt centrum, när staden blev residensstad för Kristianstads län (som existerade 1719-1997). Positionen som residensstad stärkte stadens attraktionskraft.
Kristianstad tjänade vid 1700-talets början som uppehållsort för två olika statschefer i exil. Den ene var Stanisław I Leszczyński av Polen och den andre var zaporizjakosackernas hetman Filip Orlik. Båda stöttade Karl XII:s fälttåg mot Ryssland och hamnade därefter i onåd efterhand som kriget vände till ryssarnas fördel.
1772 genomfördes Gustav III:s statskupp genom väl förberedda händelser i huvudstaden och två noga utvalda fästningsstäder, nämligen Kristianstad och Sveaborg. Johan Christopher Toll var central för händelseförloppet i Kristianstad.
1775 Helge å får ett nytt utlopp under en vårflod. Då Gropahålet bildas sänks vattenståndet i Helge å och fästningen försvagas. Ån blir ofarbar med större båtar till Kristianstad.
1794 förläggs Wendes Artilleriregemente i Kristianstad och 1811 bildas Norra Skånes infanteriregementet vars stab finns i Kristianstad men övingsfält är Ljungbyhed.
Under början av 1800-talet växte Kristianstad, och blev den nionde största staden i landet istället för den sextonde största. Efter 1830 växte Kristianstad långsammare och förlorade i rangordning. Näringslivet dominerades av handel och tjänster, medan industrin blev svagare företrädd och inriktad på hemmamarknaden.
1847 härjade en stor stadsbrand, då förstördes 36 gårdar och över 700 personer blev husvilla. 1849 togs beslutet att fästningsvallarna kring staden skulle rivas. Staden hade fram till dess vuxit sig mycket trång och ett starkt behov av expansion utanför den gamla stadsrektangeln förelåg. Raserandet av vallarna gjorde också att järnvägen kunde dras fram till staden. De sista delarna av vallsystemet revs dock inte förrän omkring 1910 kring nuvarande Norretullskolan. De gamla vallarna vräktes i regel helt enkelt ned i vallgraven som löpte runt staden. Vid Norretullsskolan har Bastionen Konungen återskapats kring millennieskiftet så som den såg ut på 1760–1780-talen när Kristianstad var en fästningsstad. 
Den engelske civilingenjören John Nun Milner (1820–1890) verkade under en tioårsperiod i mitten av seklet med att torrlägga Nosabysjön (en vik av Hammarsjön). Torrläggningen påverkade stadens tillväxtmöjlighet österut på ett radikalt sätt.
När Hovrätten över Skåne och Blekinge skapades på 1800-talet blev Kristianstad huvudorten, dels eftersom staden låg mittemellan Malmö i sydvästra Skåne och Karlskrona i östra Blekinge, dels eftersom Kristianstad hade en större betydelse för Skåne än vad staden har i dag. Vid denna tid var Malmö och Kristianstad ungefär jämnstora. Efter en lång kampanj ledd av flera företrädande jurister i Malmö och Lund flyttades hovrätten 1917 till Malmö. På 1910-talet förlades dock Norra skånska infanteriregementet (I 6) till staden, och flyttades 1923 till nya kaserner ute på Näsby. Under 1800-talet höll således Kristianstad hög status hos societeten i landet till följd av (som det ansågs) förnäma samhällsinstitutioner såsom hovrätt och regementen. I folkmun kunde staden ibland omnämnas som "den skånska adelns vinterpalats". Det var under vintertid som den skånska godsägaradeln flyttade in från kalla och dragiga slott till representativa lägenheter i Kristianstad. Framförallt blev Västra Boulevarden ett populärt stråk för överklassen.
Kristianstad var fram till och med 1996 residensstad i Kristianstads län, som 1997 gick upp i Skåne län. Sedan även landstingen slagits samman till Region Skåne blev staden från 1999 säte för dess regionfullmäktige. Även Länsrätten i Skåne län fanns lokaliserad till Kristianstad fram till 2008. 
I Kristianstad har sju länder under olika perioder upprätthållit honorärkonsulat. Ett kungligt danskt vicekonsulat etablerades 1855 och upphöjdes till konsulat 2002, men drogs in 2012. En nordamerikansk konsularagentur fanns 1873–1887 (samma man var dansk vicekonsul och nordamerikansk konsularagent). Det självständiga kungariket Norge inrättade ett vicekonsulat 1907, vilket dock drogs in 1937, för att återupprättas 1946 och upphöjas till konsulat 1988, men det är numera åter indraget. Argentina hade ett vicekonsulat 1911–1935. Även Finland hade ett vicekonsulat i Kristianstad 1923–1925 samt 1931–1967. Litauen etablerade ett konsulat 1995 och det är det enda konsulat som i dag finns kvar i Kristianstad. Tyskland upprättade ett konsulat 1996, men det är numera således indraget.

### Militärstaden
Kristianstad var länge en viktig garnisonstad med flera regementen och Milostab Syd (Milo S) förlagda till staden, men under försvarsneddragningarna i början på 1990-talet försvann det mesta utom Pliktverket och Fortifikationsverket. I stället flyttade Högskolan Kristianstad in i pansarregementets Norra skånska regementet (P 6, tidigare I 6 och I 24) gamla lokaler på Näsby. Och där Wendes artilleriregemente (A 3) en gång huserade i Norra Åsum finns nu bland annat en gymnasieskola, Artillerimuseum och flera småföretag. Ett antal föreningar med anknytning till det militära Kristianstad är fortfarande aktiva, såsom Wendes Militärhistoriska Förening och Kamratföreningen Norringarna - P 6.

### Administrativa tillhörigheter
Kristianstads stad ombildades vid kommunreformen 1862 till en stadskommun med mindre delar av bebyggelsen efterhand i kringliggande socknar/landskommuner. Till staden fördes 1941 Norra Åsums socken/landskommun. Efter ytterligare utökning 1967 uppgick staden 1971 i Kristianstads kommun med Kristianstad som centralort.
Den centrala delen av orten har hört till stadsförsamlingen Kristianstads församling som 1948 namnändrades till Kristianstads Heliga Trefaldighets församling. Ortens expansion har lett till att delar också hör till Norra Åsums församling, Nosaby församling och Vä-Skepparslövs församling.
Orten ingick till 1967 i domkretsen för Kristianstads rådhusrätt för att därefter till 1971 ingå i Kristianstads domsaga. Sedan 1971 ingår den i Kristianstads tingsrätts domsaga.

### Befolkningsutveckling
| Befolkningsutvecklingen i Kristianstad 1900–2020 | Befolkningsutvecklingen i Kristianstad 1900–2020 | Befolkningsutvecklingen i Kristianstad 1900–2020 | Befolkningsutvecklingen i Kristianstad 1900–2020 | Befolkningsutvecklingen i Kristianstad 1900–2020 |
| --- | ------------------------------------------------ | ------------------------------------------------ | ------------------------------------------------ | ------------------------------------------------ |
| |                                                  |                                                  |                                                  |                                                  |
| År |                                                  |                                                  | Folkmängd                                        | Areal (ha)                                       |
| 1900 | 1900                                             |                                                  | 11 011                                           | †                                                |
| 1960 | 1960                                             |                                                  | 24 480                                           |                                                  |
| 1965 | 1965                                             |                                                  | 26 480                                           |                                                  |
| 1970 | 1970                                             |                                                  | 29 013                                           |                                                  |
| 1975 | 1975                                             |                                                  | 30 780                                           |                                                  |
| 1980 | 1980                                             |                                                  | 30 593                                           |                                                  |
| 1990 | 1990                                             |                                                  | 31 314                                           | 1 850                                            |
| 1995 | 1995                                             |                                                  | 30 819                                           | 1 727                                            |
| 2000 | 2000                                             |                                                  | 31 592                                           | 1 737                                            |
| 2005 | 2005                                             |                                                  | 33 083                                           | 1 751                                            |
| 2010 | 2010                                             |                                                  | 35 711                                           | 1 769                                            |
| 2015 | 2015                                             |                                                  | 39 762                                           | 2 141                                            |
| 2016 | 2016                                             |                                                  | 40 145                                           | 2 141##                                          |
| 2020 | 2020                                             |                                                  | 41 299                                           | 2 155                                            |
| Anm.: Sammanvuxen med Öllsjö 1970, med Vä 1975, med Hammar 1980 (åter tätort 1995), med Norra Åsum och Ovesholm 2015. † Stad med förstäder 1900. ## Arean 31 december 2016, 2017 och 2018 fortsatt samma som avgränsades som tätort 2015. |                                                  |                                                  |                                                  |                                                  |

### Namnet och kommunvapnet
Staden stavades länge "Christianstad" efter grundaren, även efter övergången till Sverige 1658. Efter stavningsreformen 1906 bestämdes att alla ortnamn i förekommande fall skulle få sin stavning moderniserad, och därefter stavas stadens namn med K (i detta fall hade dock de båda stavningarna använts parallellt åtminstone från 1880-talet.) Samma förändring har skett i Norge med till exempel Kristiansand.
Kristianstads kommun har än i dag kvar det gamla blåa och gula kommunvapnet med Christian 4:s sigill och ett C4 efter hans danska namn Christian 4 (på danska numreras kungligheter med arabiska siffror). Detta sigill trycktes även under en tid på lokala sedlar då det var lokala banker som hade rätt att ge ut sådana. De sista sedlarna med den kungen trycktes kring sekelskiftet 1899/1900. Christianstads Enskilda Bank (grundad 1865) gav i slutet av 1800-talet ut sedlar med porträtt av Kristian IV i stället för den svenske kungen (de enskilda bankernas sedelutgivningsrätt upphörde 1898).

## Stadsbild
|  |  |  |  |

Stadskärnan sträcker sig från järnvägsstationen och Helge å i väst till vallgravarna som omgärdar själva centrum. Trädkantade boulevarder utgör ett inslag i stadsbilden. Boulevarderna kom att föranleda stadens kanske mest kända smeknamn, nämligen Lilla Paris. I dag har dock smeknamnet fallit något i glömska, kanske framförallt på grund av att Vänersborg är mer känt under samma smeknamn. Under 1800-talet och en bit in på 1900-talet förekom även smeknamnet Skånes Athen efter alla stora stenbyggnaderna i staden såsom Stora Kronohuset, Frimurarehuset, Söderportskolan (Högre Allmänna Läroverket) med flera. Stadens äldsta profana byggnad är från 1654. Från 1800-talet förekom även smeknamnet Järnbalkongernas stad (till följd av att flera av balkongräckena i innerstaden var gjorda av järn) men som numera är tämligen bortglömt.
I stadskärnan finns två torg, Stora Torg i norr och Lilla Torg i söder.
Stadens förmodligen mest kända byggnad är Heliga Trefaldighets kyrka som anlades på den dåvarande Allöns högsta punkt. Kyrkan ritades av holländaren Steenwinkel och har kallats Nordens skönaste renässanstempel. Kyrkan invigdes 1628. Huvuddelen av bebyggelsen inom stadskärnan är från 1700- och 1800-talet.
Skånes länsmuseum, i dag under namnet Regionmuseet i Skåne, är inhyst dels i Kristian IV:s gamla tyghus från 1600-talet och dels i det gamla Posthuset vid Stora Torg. Vid Stora Torg ligger även kommunens rådhus från 1891. Centrala Kristianstad är uppdelat i följande stadsdelar: Innerstaden, Östermalm, Vasastaden, Norr, Söder, Lyckans Höjd, Parkstaden, Egna Hem, Långebro.
Bebyggelsen på Östermalm är i huvudsak från slutet av 1800-talet och början av 1900-talet. Bland de mer framträdande byggnaderna i stadsdelen kan nämnas det gamla länsfängelset, Tekniska skolan (numera KomVux), Centralskolan (från 1903), stadsbiblioteket och Östermalmskyrkan samt Tempel Riddare Ordens hus (ritat av Algot Johansson och uppfört 1930-31). Konserthuset på Östermalm är ritat av stadsarkitekten Per Lennart Håkanson i skånsk borggårdsarkitektur. Invigningen skedde våren 1936. I dag huserar Musik i Syd i lokalerna.

### Skyddsvallarna mot översvämningar
För att förhindra framtida översvämningar av stadskärnan förstärks nu existerande vallar och nya byggs mot både Helge å och Hammarsjön. Man bygger även ett stort dammsystem och förstärker pumpanläggningarna. Översvämningshotet blev påtagligt stort under vårvintern 2002 då bland annat större delarna av Tivoliparken stod under vatten. I dag är dock våtmarkerna runt omkring staden mer och mer sedda som en tillgång, inte minst tack vare tillkomsten av det så kallade Vattenriket.

## Kommunikationer
Blekinge kustbana före detta Sölvesborg–Kristianstads Järnväg från 1874 har sin västliga slutpunkt i staden och ankommer Kristianstads centralstation från nordväst, vilket gör stationen till en säckstation. Vid Kristianstad–Åhus Järnvägs gamla station Kristianstad Södra finns i dag Kristianstads järnvägsmuseum. Från Kristianstad järnvägsstation går även tåg till Helsingborg (via Skånebanan) och Köpenhamn. Via Blekinge kustbana går det tåg till Karlskrona via bland annat Karlshamn. Motorvägen E22 passerar staden i dess södra utkanter och sammanstrålar med Härlövsängaleden, riksväg 19, riksväg 21 och länsväg 118 som alla utgör viktiga vägförbindelser till staden. Halvannan mil söder om staden ligger Everöds flygplats (numera med det officiella namnet Kristianstad Österlen Airport), som har reguljärflyg och är omledningsbana för Sturup i händelse av dåligt väder eller avspärrningar. Många av Skånetrafikens Expressbussar (SkåneExpressen) utgår från Kristianstad mot bland annat Ystad, Simrishamn, Malmö, Lund och Älmhult.

## Näringsliv

### Näringslivets historia i Kristianstad
Enligt Nordisk Familjebok första upplagans supplement (1899) hade Kristianstad 103 handlande med 140 biträden, hantverkarna var 113, med 230 anställda arbetare. Handlare och hantverkare med anställda utgjorde tillsammans 586 personer. Det fanns 25 fabriker med sammanlagt 729 arbetare alltså i genomsnitt 29 anställda per fabrik. Fabrikernas tillverkningsvärde utgjorde 2,92 mill. kr., men då ingick inte 2 reningsverk och spritförädlingsfabriker. Tillverkningsvärde per arbetare var således 4 005 kr. I siffrorna ingår inte fabrikerna på Vilan som inte tillhörde staden.
1923 var fabrikernas antal 43 med 1,060 arbetare alltså 24 arbetare per fabrik och ett tillverkningsvärde av 34,491,157 k, det vill säga 32 538 kr per arbetare.
1950 var de största industriföretagen AB Skånska yllefabriken (600 anställda 1947), AB. Mårten Pehrsons valskvarn, AB Damkappor, (310 arbetare.), Hvilans mekaniska verkstads AB (135 arb.), AB. A. Wardells pälsvarufabrik, Bong AB. (tillverkare av kontorsböcker, kuvert, kartonger m. m.), K. A. Ekström & sons kopparslageri och mekaniska verkstad, två slakterier, tillhörande resp. Kristianstad-Blekinge slakteriförening och AB Kristianstads kontrollslakteri, Finlands bryggeri, tillhörande AB Skånebryggerier, Oljefabriks- AB. Merkantil, AB Långebro mekaniska verkstad samt ett stort centralmejeri, uppfört 1940. industrien omfattade 71 arbetsställen med tillsammans 2,542 arbetare det vill säga 35 anställda per fabrik.
Inledningsvis var de mekaniska verkstäderna de största fabrikerna i Kristianstad. Störst var Ljunggrens verkstäder som hade lite över 425 anställda 1899.  Från 1925 tog textilindustrin över denna ställning och 1950 hade Skånska Yllefabriken och AB Damkappor 900 anställda tillsammans och var de största industrierna i staden. Dessa industrier förlorade sin ställning under tekokrisen på 1960-talet och blev båda nedlagda. 
Därefter blev KBS största företag till dess att LM Ericssions fabrik tog över denna roll. 1997 när Ericsson sålde fabriken till Nolato blev Nolato störst men efter 2001 flyttade Nolaro produktionen utomlands och då återtog KBS men nu med namnet Swedish Meats ställningen som Kristianstads största industri.
Starka betongindustri är stadens enda tillverkare av byggmaterial och hette förr Kristianstad Cementgjuteri. Förr fanns också tegelbruk som Hercules. 

### Livsmedelcentrum

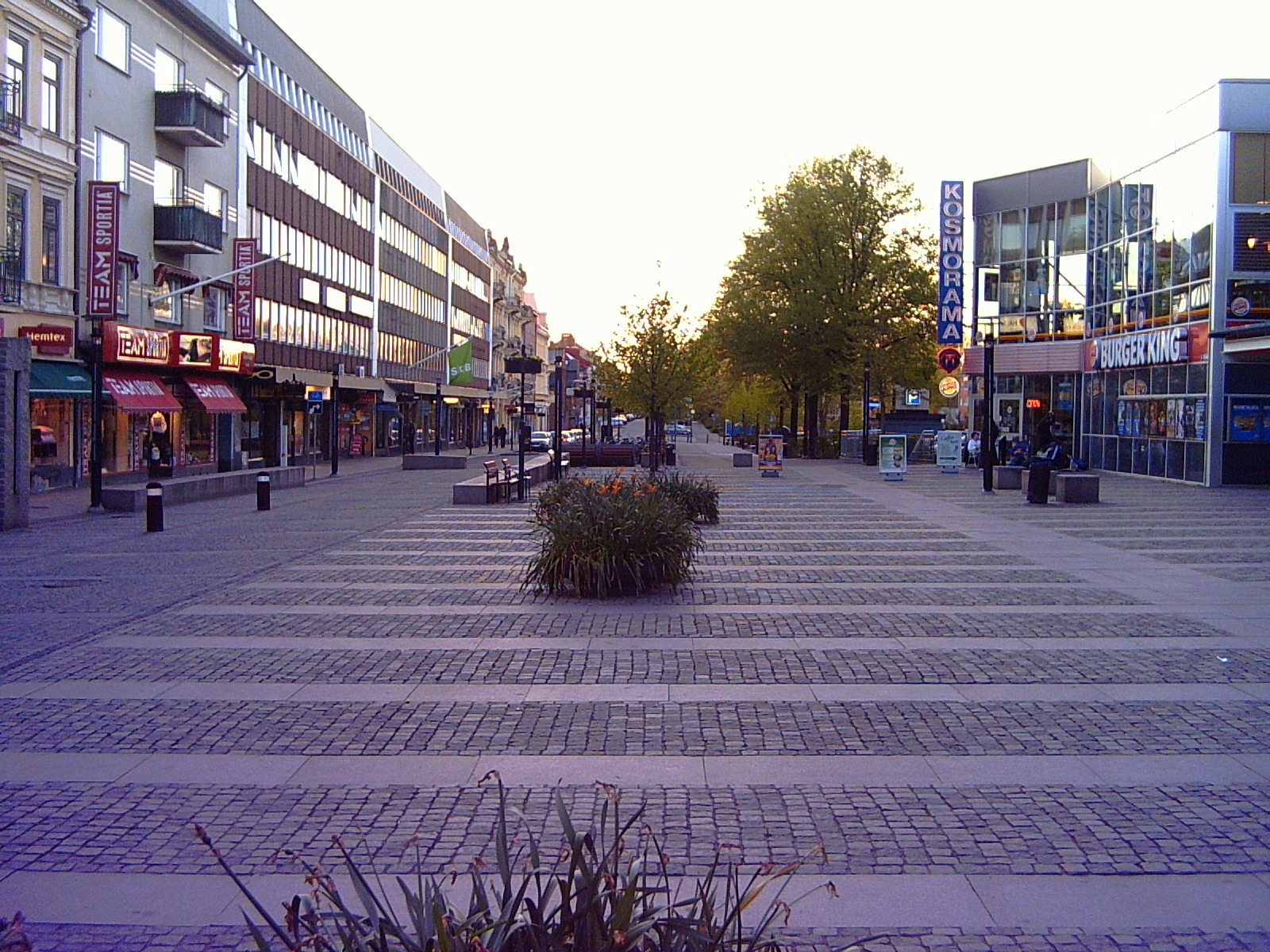
Kristianstads stadskärna, Östra Boulevarden. Äldre stadsbild. Här ligger nu Galleria Boulevard.

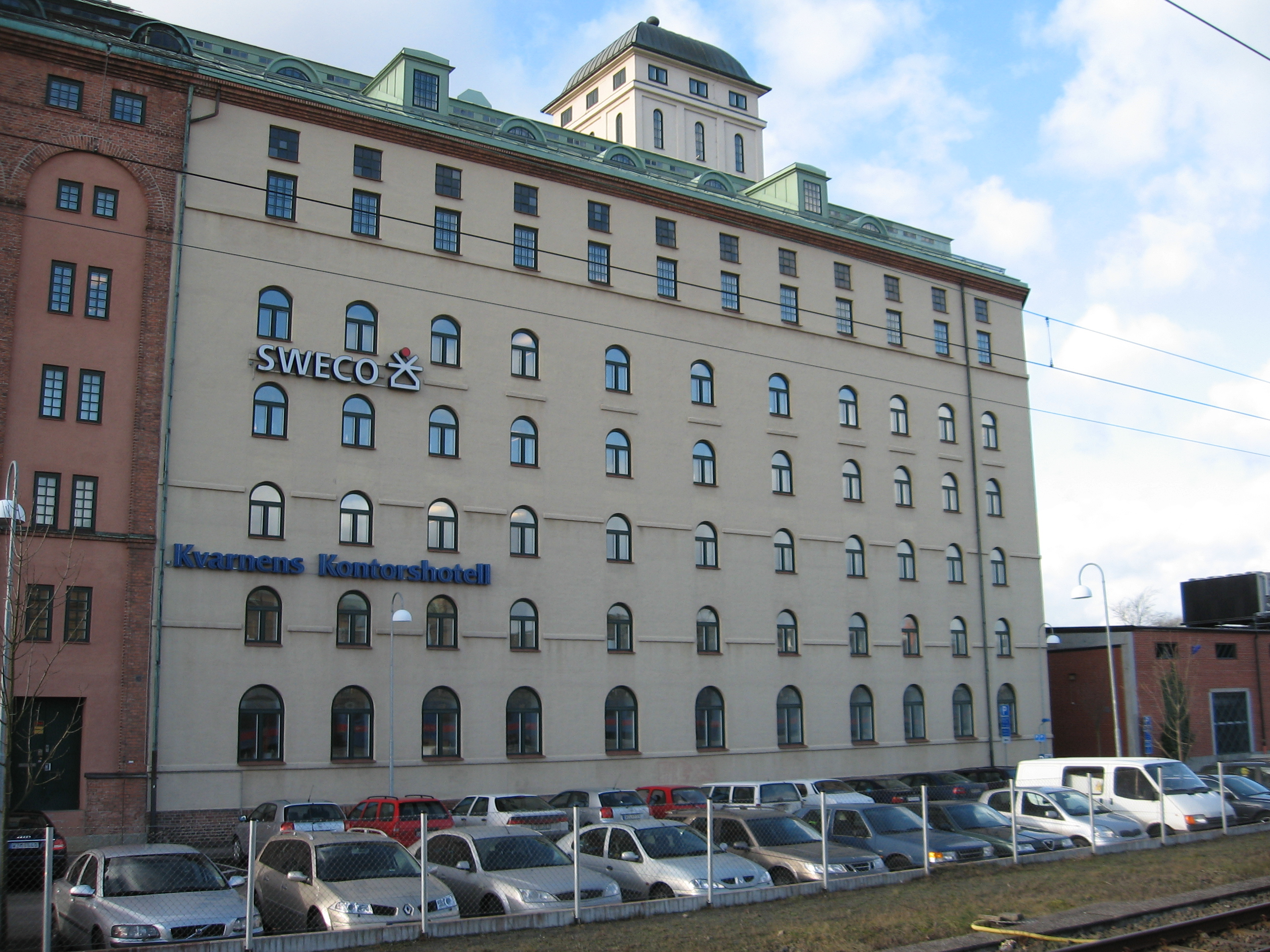
Kvarnen, före detta Mårten Pehrsons Valsqvarn, numera kontorshotell.

Kristianstad var 2004 den kommun där livsmedelsindustrins var av störst betydelse för kommunen. Det året arbetade 3250 personer inom livsmedelsindustrin och ytterligare 850 personer arbetade med uppfödning av djur och odling på 220 företag med minst två anställda. Bland de representerade livsmedelsföretagen fanns Scan, som har en stor slakterianläggning i staden som var och 2023 fortfarande är stadens största privata arbetsgivare. Bolaget hette tidigare Kristianstad Blekinge Slakteriförening.  
Skånemejerier byggde ett mejeri i Kristianstad 1940 och man producerade då dryckesmjölk, smör och ost. 1980 byggdes mejeriet ut och blev en modern produktionsanläggningen för ost. Mejeriet hade 93 medarbetare år 2023. Bagerinäringen började med en större spisbrödsfabrik anlagd i LO Smiths gamla spritfabrik men representeras idag bara av Konsumbagarn på Näsby, sedan StureBröd gått i konkurs 2021 och Almérs lagts ner. Sedan 2004 har betydelsen av livsmedelsindustrin minskat efter nedläggningen av Kronfågels slakteri i Kristianstad och avvecklingen av Campbells. 

### Livsmedelsindustrier utanför tätorten
Culinar i Fjälkinge är en industri för smaktillsatser som ägs av Sveriges Stärkelesproducenter som också har en stärkelsfabrik vid Nöbbelöv. Tidigare hade Kristianstad två sylt och saftindustrier Bjäre industrier i Karpalund och Önos i Tollarp. Bjäre industrier blev Novia Livsmedelsindustrier. Verksamheten togs över av Campbell men har lagts ner i Kristianstad 2014.  
Sprittillverkning har varit en viktig industrigren i Kristianstad kommun. I staden har funnits två spritfabriker L O Smith & Co och Neumans spritfabrik. När monopolet infördes slogs brännerierna ihop och till slut återstod bara gärdsbränneriet och spritfabriken i Åhus. 

### Livsmedelsprodukter
Som en följd av den starka livsmedelssektorn tillverkas flera kända livsmedelsprodukter i staden med omnejd, till exempel Bullens Pilsnerkorv och Norrlandspölsa på Scan och Gunilla Apelsinmarmelad och Mor Annas gurkor på Önos. Övriga livsmedelsprodukter som tillverkas i området är Kockens kryddor på Culinar som också exporterar curry till Indien.  Ost bland annat herrgårdsost, bröd, lufttorkad skinka, spickefläsk. Stilldrinken Mer lanserades ursprungligen av Bjäre industrier 1962. Källvatten på flaska tillverkas av Malmbergs i Yngsjö med mera.

### Historiska industrier i Kristianstad tätort
- C J F Ljunggrens Gjuteri & Mekaniska Verkstad
- Hvilans Mekaniska Verkstad
- Långebro mekaniska verkstad
- K. A. Ekström & sons kopparslageri
- Skånska Yllefabriken
- AB Damkappor (varumärke Distingo)
- Mårten Pehrsons Valsqvarn
- Oljefabriks- AB. Merkantil
- Finlands Bryggeri
- Wendels Bryggeri
- Neumanns Spritfabrik
- L.O. Smith & Co.
- Win- och Spirituosa Aktiebolaget
- Spisbrödsfabriken i Kristianstad
- Almérs bageri
- StureBröd
- Starka Betongindustrier (före detta Kristianstads Cementgjuteri)
- LM Ericssons fabrik i Kristianstad
- Kristianstad Blekinge Slakteriförening
- AB. A. Wardells pälsvarufabrik

### Silversmide
I övrigt har Kristianstad ibland fått namnet Silverstaden på grund av den långa traditionen av silversmide från stadens grundande till i dag. Från 1690 till 1850 hade Kristianstad 47 silversmeder. De flesta finns i dag representerade i Regionmuseets samlingar (som ligger i staden). Familjen Vogt är en av de mer kända släkterna med sina sex generationer silvermästare. Kristianstads silversmedja  drevs senare av Ingemar Grönroos.

### Bankväsende
Kristianstads sparbank grundades 1826 som länets första sparbank. Genom åren fusionerades ett antal sparbanker in i Kristianstads sparbank. Under en period var banken Sveriges äldsta sparbank och bytte år 2008 namn till Sparbanken 1826. År 2014 uppgick banken i Sparbanken Skåne.
Filialbanken i Christianstad grundades år 1853, men avvecklades under 1870-talet. Kristianstads enskilda bank grundades 1865 med säte i Kristianstad. Efter att problem uppstått där fördes verksamheten år 1901 över till Bankaktiebolaget Södra Sverige. Utöver dessa hade även Skånes enskilda bank avdelningskontor i Kristianstad. Den 1 december 1903 öppnade Sydsvenska kreditaktiebolaget kontor i Kristianstad. Dessa verksamheter har sedermera uppgått i Handelsbanken och SEB. Handelsbanken har alltjämt sitt kontor i Sydsvenska kredit/Skånska bankens bankhus på Västra storgatan.

## Sport

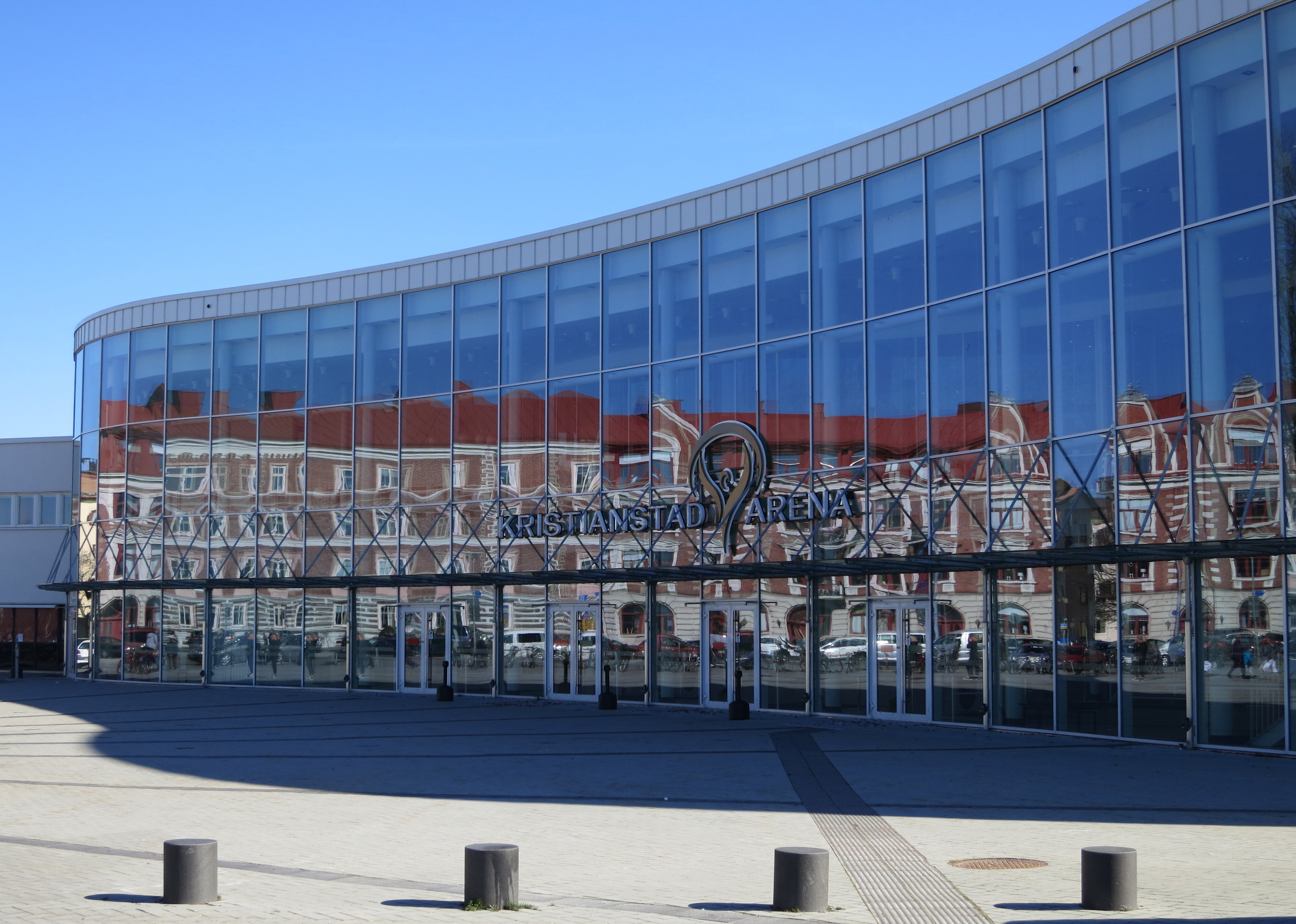
Kristianstad Arena.

- IFK Kristianstad (handboll, Handbollsligan herr)
- Kristianstad HK (handboll,  Handbollsligan dam)
- Kristianstads DFF (fotboll, Damallsvenskan)
- Kristianstad Predators (amerikansk fotboll, Division 1 för herrar)
- Kristianstads IK (ishockey)
- Kristianstad FC (fotboll, Division 2)
- Nosaby IF (fotboll, Division 2)
- KFUM Kristianstad (basket, friidrott, gymnastik, bordtennis, volleyboll)
- Kristianstads Sim- & Livräddningssällskap
- Kristianstad Arena
- Kristianstad Idrottshall

## Natur
Strax utanför Kristianstad finns biosfärreservatet Vattenriket.